# 7530 Mizusawa
7530 Mizusawa eller 1994 GO1 är en asteroid i huvudbältet som upptäcktes den 15 april 1994 av de båda japanska astronomerna Kazuro Watanabe och Kin Endate vid Kitami-observatoriet. Den är uppkallad efter det japanska Mizusawa-observatoriet.
Asteroiden har en diameter på ungefär 8 kilometer.